# Lisa Top
Lisa Top (Gouda, 13 de agosto de 1996) es una deportista neerlandesa que compitió en gimnasia artística. Ganó dos medallas de bronce en los Juegos Europeos de Bakú 2015, en las pruebas de salto y por equipos.

## Palmarés internacional
| Juegos Europeos | Juegos Europeos    | Juegos Europeos   | Juegos Europeos      |
| Año             | Lugar              | Medalla           | Competición          |
| --------------- | ------------------ | ----------------- | -------------------- |
| 2015            | Bakú ( Azerbaiyán) | Medalla de bronce | Salto de potro       |
| 2015            | Bakú ( Azerbaiyán) | Medalla de bronce | Concurso por equipos |